# بهلکه‌نفس
بهلکه نفس، روستایی از توابع بخش مرکزی شهرستان علی‌آباد در استان گلستان ایران است.

## جمعیت
این روستا در دهستان کتول قرار دارد و براساس سرشماری مرکز آمار ایران در سال ۱۳۸۵، جمعیت آن ۳۰۱ نفر (۵۸خانوار) بوده‌است.